# Василистник ложнолепестковый
Васили́стник ложнолепестко́вый, или широкотычи́ночный (лат. Thalictrum petaloideum) — травянистое многолетнее растение рода Василистник семейства Лютиковые (Ranunculaceae).
В народе его часто называют воскоцветка (при отцветании он приобретает окраску воска).

## Ботаническое описание
Растение голое, с крепким бороздчатым стеблем 15-40 см высотой. При основании имеет характерную фиолетовую окраску.
Листья серо-зеленые, матовые, без выдающихся ребер, сосредоточенные при основании стебля, пластинки в очертании широкотреугольные дважды, трижды перистые, 4-10 см длиной и 3-8 см шириной, конечные дольки мелкие, округлые, эллиптические или обратнояйцевидные, цельные или тупо двух-, трёхлопастные.
Цветки белые или чуть розоватые, прямостоячие, на ножках 1-3 см длиной, в густой щитковидной метёлке. Тычинки белые, многочисленные, 6-8 мм длиной, в 2,5-3 раза длиннее пестиков, нити их вверху булавовидно расширенные, почти вдвое шире пыльников. Цветёт в мае-июне 30-35 дней.
Плоды сидячие, яйцевидные, толстые, с 8 сильно выдающимися тупыми ребрами. Носик около 1 мм длиной, на верхушке загнутый.

## Распространение и экология
Встречается в Сибири, на Алтае, на Дальнем Востоке, в Средней Азии, в Монголии, Китае и Японии, на Корейском полуострове.
Растёт на степных, по большей части южных каменистых склонах холмов, на каменистых сопках, реже степных лугах. На Алтае встречается от западных предгорий северного склона Колыванского хребта до Телецкого озера, по долинам рек Чарыша, Ануя, Катуни, Маймы, Урсула, Сёмы, Чуи, низовьев Чулышмана, Башкауса и в других местах.

## Химический состав
Корни содержат алкалоиды: магнофлорин, берберин; флавоноиды. В надземной части – алкалоиды: магнофлорин, холин; флавоноиды.

## Значение и применение
Удовлетворительно поедается маралами.
В качестве декоративного растения используется в бордюрных посадках.
В народной медицине Забайкалья василистник ложнолепестковый применяется при лечении различных женских заболеваний, отёков и водянок. В народной медицине Хакасии и Алтая применяется довольно широко, также как василистник малый и жёлтый, но в отличие от них находит применение при лечении злокачественных новообразований.